# Hoda
Hoda (arabisch هدى) ist ein arabischer weiblicher Vorname.

## Namensträgerinnen
- Hoda Barakat (* 1952), libanesische Schriftstellerin
- Hoda Bin Amir (* 1954), libysche Politikerin
- Hoda Lattaf (* 1978), französische Fußballspielerin marokkanischer Herkunft